# Sai

Sai este o comună în departamentul Orne, Franța. În 1 ianuarie 2022 avea o populație de 227 de locuitori.